# Karl Brandt (naturalista)
Andreas Heinrich Karl Brandt ( 23 de mayo de 1854, Magdeburgo - 7 de enero de 1931, Kiel) fue un zoólogo, botánico, e importante oceanógrafo alemán.

## Vida
Karl Brandt era hijo del boticario Albert Brandt de Schönebeck. Estudió historia natural en la Universidad Humboldt de Berlín, y obtuvo su doctorado en 1877 por la Universidad de Halle-Wittenberg. Luego trabajó como asistente de Emil Du Bois-Reymond en el Instituto de Fisiología de la Universidad Friedrich-Wilhelms de Berlín, y antes de 1882, en el Estación zoólogica Neapel. En 1885, fue habilitado para trabajar en la Universidad de Königsberg con Carl Chun.
Desde abril de 1887 fue comisionsdo por Karl August Möbius, siguiendo el 11 de abril de 1888 en el Departamento de Zoología de la Universidad de Kiel donde también fue nombrado Director del Instituto Zoológico y Museo. Estuvo implicado desde 1887 hasta 1913 como profesor de la Academia marina de Kiel. En 1888 asumió la dirección técnica de la Expedición sobre plancton de la Fundación Alexander von Humboldt bajo la supevisión de Victor Hensen. 
Karl Brandt estaba casado y fue padre de cuatro hijos y dos hijas.

## Algunas publicaciones
- Karl Brandt. Ueber Actinosphærium Eichhornii. Dissertation, Halle 1877
- Karl Brandt. Ueber die biologischen Untersuchungen der Plankton-Expedition. In: Naturwissenschaftliche Rundschau 5, 1890, pp. 112–114
- Karl Brandt und Johannes Reibisch: Der Stoffhaushalt im Meere. Schweizerbart, Stuttgart 1933 (=Handbuch der Seefischerei Nordeuropas 1 ( 6)
- Karl Brandt, Carl Apstein (eds.) Nordisches Plankton, acht Bände, Lipsius und Tischer, Kiel und Leipzig 1901–1942

- La abreviatura «K.Brandt» se emplea para indicar a Karl Brandt como autoridad en la descripción y clasificación científica de los vegetales.[1]

## Abreviatura (zoología)
La abreviatura Brandt  se emplea para indicar a Karl Brandt como autoridad en la descripción y taxonomía en zoología.